# Fine Lady 5
Fine Lady 5 (née le 9 mars 2003) est une jument baie inscrite au stud-book du Hanovrien montée en saut d'obstacles par le cavalier canadien Éric Lamaze. Avec elle, Lamaze a remporté une médaille de bronze individuelle aux Jeux olympiques d'été de 2016 à Rio.

## Histoire
Fine Lady 5 naît le 9 mars 2003 à l'élevage de M. Wilhelm Leymann, en Allemagne. Elle est montée depuis ses 5 ans (juin 2008) et jusqu'en novembre 2012 par Andre Steude, puis par un autre cavalier allemand, Holger Wulschner. À l'âge de six ans, elle remporte des épreuves à 1,30 m. Arrêtée jusqu'en juillet 2009 pour poulinage, elle reprend la compétition en juillet 2009, participant à son premier concours une étoile (*), pour le remporter, un mois plus tard. Elle participe à son premier trois étoiles (3*) en juillet 2012 à Dockendorf avec Andre Steude.
Devenue la propriété de Artisan Farms et Torrey Pines Stable, elle est montée en compétitions de saut d'obstacles par le cavalier canadien Éric Lamaze.
En juin 2016, Lamaze et Fine Lady 5 se classent seconds du Grand Prix de Spruce Meadows, en de Alberta, Canada. Ils ont fait partie de l'équipe équestre Canadienne des Jeux olympiques de 2016 à Rio de Janeiro, au Brésil. Alors que l'équipe Canadienne a terminé à la quatrième place. Lamaze et Fine Lady 5 a eu un parcours sans faute dans la phase finale de la compétition de saut d'obstacles individuelle. Ils sont médaillables avec 5 autres chevaux et cavaliers. Fine Lady 5 renverse le septième obstacle du parcours, mais réalise un temps final de 42.09 secondes. Elle et Lamaze reçoivent la médaille de bronze individuelle.
La jument ne participe pas aux Jeux équestres mondiaux de 2018, Lamaze choisissant de la préserver en raison de son âge et de monter un plus jeune cheval, Chacco Kid. 

## Description
Fine Lady 5 est une jument de robe baie, inscrite au stud-book du Hanovrien. Elle est surnommée the Girl. Elle se montre joyeuse et relaxée au pré et au paddock.

## Palmarès
Elle est 23e du classement mondial des chevaux d'obstacle établi par la WBFSH en octobre 2014, puis 61e mondial en octobre 2015.
- 2016 : Médaille de bronze en individuel aux Jeux olympiques de Rio[1].
- Mars 2019 : 5e à l'épreuve de 1,45 m du CSI5* de Wellington[1]
- Septembre 2018 :  7e du CSIO5 de Calgary, Spruce Meadows AB, à 1,70 m[1]
- Août 2018 :  5e du Grand Prix Global Champions Tour de Valkenswaard, à 1,60 m[1]
- Juillet 2018 : Vainqueur du CSIO5 de Calgary, Spruce Meadows AB, à 1,60 m[1]

## Origines
Fine Lady 5 est une fille de l'étalon Forsyth FRH et de la jument Dorina, par Drosselklang II. C'est donc une petite-fille de For Pleasure et une arrière-petite-fille de Grannus.

## Descendance
Elle a eu un poulain en février 2009, Corny Star.